# Prémios Emmy do Primetime de 2008
A 60.ª edição dos Prémios Emmy do Primetime foi realizada num sábado, dia 21 de setembro de 2008 no recém-inaugurado Nokia Theatre em Los Angeles, Califórnia. A cerimônia teve como anfitriões os apresentadores Tom Bergeron, Heidi Klum, Howie Mandel, Jeff Probst e Ryan Seacrest, com transmissão televisiva em território norte-americano pelo canal ABC.
A apresentação foi vista por 12.2 milhões de telespectadores numa audiência de 8.86/12.79, tornando-a a mais baixa e menos cotada na história da cerimônia. Muitos críticos apontam para os cinco anfitriões como o motivo desse total declínio; outros apontam para o campo de candidatos, os quais são poucos populares e menos vistos pelos telespectadores.

## Nomeações
As nomeações foram anunciadas dia 17 de julho pela atriz e cantora Kristin Chenoweth, pelo ator Neil Patrick Harris e pelo presidente da Academia John Schaffley.

### Ranking por Produtoras
| Produtoras | Nomeações | Conquistas |
| ---------- | --------- | ---------- |
| ABC        | 76        | 12         |
| AMC        | 20        | 8          |
| CBS        | 51        | 10         |
| FOX        | 28        | 4          |
| FX         | 11        | 3          |
| HBO        | 85        | 26         |
| NBC        | 50        | 10         |
| PBS        | 33        | 10         |

## Vencedores e Indicados
Os vencedores estão marcados em negrito.

### Programas
| Melhor série de comédia 30 Rock (NBC) - Entourage (HBO) - The Office (NBC) - Two and a Half Men (CBS) - Curb Your Enthusiasm (HBO) | Melhor série dramática Mad Men (AMC) - Lost (ABC) - Dexter (Showtime) - House (Fox) - Damages (FX) - Boston Legal (ABC)                                   |
| Melhor telefilme Recount (HBO) - Bernard and Doris (HBO) - Extras: The Extra Special Series Finale (HBO) - The Memory Keeper's Daughter (Lifetime) - A Raisin in the Sun (ABC)                                                               | Melhor minissérie John Adams (HBO) - The Andromeda Strain (A&E) - Cranford (PBS) - Tin Man (Syfy)                                                         |
| Melhor programa de variedades, música ou comédia The Daily Show with Jon Stewart (Comedy Central) - The Colbert Report (Comedy Central) - Late Show with David Letterman (CBS) - Real Time with Bill Maher (HBO) - Saturday Night Live (NBC) | Melhor reality show de competição The Amazing Race (CBS) - American Idol (Fox) - Dancing with the Stars (ABC) - Project Runway (Bravo) - Top Chef (Bravo) |

### Atuações

#### Atuação principal
| Melhor ator em série de comédia Alec Baldwin – 30 Rock como Jack Donaghy - Tony Shalhoub – Monk como Adrian Monk - Charlie Sheen – Two and a Half Men como Charlie Harper - Steve Carell – The Office como Michael Scott - Lee Pace – Pushing Daisies como Ned                                               | Melhor atriz em série de comédia Tina Fey – 30 Rock como Liz Lemon - America Ferrera – Ugly Betty como Betty Suarez - Christina Applegate – Samantha Who? como Samantha Newly - Mary-Louise Parker – Weeds como Nancy Botwin - Julia Louis-Dreyfus – The New Adventures of Old Christine como Christine Campbell          |
| Melhor ator em série dramática Bryan Cranston – Breaking Bad como Walter White - Michael C. Hall – Dexter como Dexter Morgan - James Spader – Boston Legal como Alan Shore - Gabriel Byrne – In Treatment como Paul Weston - Hugh Laurie – House como Dr. Gregory House - Jon Hamm – Mad Men como Don Draper | Melhor atriz em série dramática Glenn Close – Damages como Patty Hewes - Sally Field – Brothers & Sisters como Nora Walker - Holly Hunter – Saving Grace como Grace Hanadarko - Kyra Sedgwick – The Closer como Brenda Leigh Johnson - Mariska Hargitay – Law & Order: Special Victims Unit como Olivia Benson            |
| Melhor ator em minissérie ou telefilme Paul Giamatti – John Adams como John Adams - Kevin Spacey – Recount como Ron Klain - Ricky Gervais – Extras: The Extra Special Series Finale como Andy Millman - Tom Wilkinson – Recount como James Baker - Ralph Fiennes – Bernard and Doris como Bernard Lafferty   | Melhor atriz em minissérie ou telefilme Laura Linney – John Adams como Abigail Adams - Judi Dench – Cranford como Matilda "Matty" Jenkyns - Phylicia Rashad – A Raisin in the Sun como Lena Younger - Susan Sarandon – Bernard and Doris como Doris Duke - Catherine Keener – An American Crime como Gertrude Baniszewski |

#### Atuação coadjuvante
| Melhor ator coadjuvante em série de comédia Jeremy Piven – Entourage como Ari Gold - Jon Cryer – Two and a Half Men como Alan Harper - Kevin Dillon – Entourage como Johnny "Drama" Chase - Rainn Wilson – The Office como Dwight Schrute - Neil Patrick Harris – How I Met Your Mother como Barney Stinson | Melhor atriz coadjuvante em série de comédia Jean Smart – Samantha Who? como Regina Newly - Amy Poehler – Saturday Night Live como várias personagens - Holland Taylor – Two and a Half Men como Evelyn Harper - Vanessa Williams – Ugly Betty como Wilhelmina Slater - Kristin Chenoweth – Pushing Daisies como Olive Snook                     |
| Melhor ator coadjuvante em série dramática Željko Ivanek – Damages como Ray Fiske - Ted Danson – Damages como Arthur Frobisher - John Slattery – Mad Men como Roger Sterling, Jr. - William Shatner – Boston Legal como Denny Crane - Michael Emerson – Lost como Benjamin Linus                            | Melhor atriz coadjuvante em série dramática Dianne Wiest – In Treatment como Drª. Gina Toll - Sandra Oh – Grey's Anatomy como Drª. Cristina Yang - Rachel Griffiths – Brothers & Sisters como Sarah Whedon - Chandra Wilson – Grey's Anatomy como Drª. Miranda Bailey - Candice Bergen – Boston Legal como Shirley Schmidt                       |
| Melhor ator coadjuvante em minissérie ou telefilme Tom Wilkinson – John Adams como Benjamin Franklin - Denis Leary – Recount como Michael Whouley - David Morse – John Adams como George Washington - Bob Balaban – Recount como Benjamin Ginsberg - Stephen Dillane – John Adams como Thomas Jefferson     | Melhor atriz coadjuvante em minissérie ou telefilme Eileen Atkins – Cranford como Deborah Jenkyns - Laura Dern – Recount como Katherine Harris - Ashley Jensen – Extras: The Extra Special Series Finale como Maggie Jacobs - Alfre Woodard – Pictures of Hollis Woods como Edna Reilly - Audra McDonald – A Raisin in the Sun como Ruth Younger |

### Roteiro
| Melhor roteiro em série de comédia 30 Rock: episódio "Cooter", escrito por Tina Fey - 30 Rock: episódio "Rosemary's Baby", escrito por Jack Burditt - The Office: episódio "Dinner Party", escrito por Lee Eisenberg e Gene Stupnitsky - Pushing Daisies: episódio "Pie-lette", escrito por Bryan Fuller - Flight of the Conchords: episódio "Yoko", escrito por James Bobin, Jemaine Clement e Bret McKenzie | Melhor roteiro em série dramática Mad Men: episódio "Smoke Gets in Your Eyes", escrito por Matthew Weiner - Battlestar Galactica: episódio "Six of One", escrito por Michael Angeli - The Wire: episódio "–30–", escrito por David Simon e Ed Burns - Damages: episódio "Get Me a Lawyer", escrito por Glenn Kessler, Todd A. Kessler e Daniel Zelman - Mad Men: episódio "The Wheel", escrito por Robin Veith e Matthew Weiner |
| Melhor roteiro em especial de variedades, música ou comédia The Colbert Report (Comedy Central) - The Daily Show with Jon Stewart (Comedy Central) - Late Night with Conan O'Brien (NBC) - Late Show with David Letterman (CBS) - Saturday Night Live (NBC) | Melhor roteiro em minissérie, telefilme ou especial dramático John Adams: episódio "Independence", escrito por Kirk Ellis - Bernard and Doris, escrito por Hugh Costello - Cranford, escrito por Heidi Thomas - Extras: The Extra Special Series Finale, escrito por Ricky Gervais e Stephen Merchant - Recount, escrito por Danny Strong                                                                                       |

### Direção
| Melhor direção em série de comédia Pushing Daisies: episódio "Pie-lette", dirigido por Barry Sonnenfeld - 30 Rock: episódio "Rosemary's Baby", dirigido por Michael Engler - Entourage: episódio "No Cannes Do", dirigido por Dan Attias - The Office: episódio "Goodbye, Toby", dirigido por Paul Feig - The Office: episódio "Money", dirigido por Paul Lieberstein - Flight of the Conchords: episódio "Sally Returns", dirigido por James Bobin | Melhor direção em série dramática House: episódio "House's Head", dirigido por Greg Yaitanes - Breaking Bad: episódio "Pilot", dirigido por Vince Gilligan - Damages: episódio "Get Me a Lawyer", dirigido por Allen Coulter - Mad Men: episódio "Smokes Gets in Your Eyes", dirigido por Alan Taylor - Boston Legal: episódio "The Mighty Rogues", dirigido por Arlene Sanford |
| Melhor direção em especial de variedades, música ou comédia The 80th Annual Academy Awards – Louis J. Horvitz - The Colbert Report – Jim Hoskinson - Company (Great Performances) – Lonny Price - The Daily Show with Jon Stewart – Chuck O'Neil - Saturday Night Live – Don Roy King | Melhor direção em minissérie, telefilme ou especial dramático Recount, dirigido por Jay Roach - Bernard and Doris dirigido por Bob Balaban - The Company, dirigido por Mikael Salomon - Extras: The Extra Special Series Finale, dirigido por Ricky Gervais e Stephen Merchant - John Adams, dirigido por Tom Hooper                                                            |